# Месіт
Месіт (після 1948 року Защитне; крим.: Mesit, Месит) — ліквідоване село в Джанкойському районі Республіки Крим, що розташовувалося на південному сході району, в степовій частині Криму, приблизно на рівній відстані від сучасних сіл Майське та Польове.

### Динаміка чисельності населення
| - 1805 — 132 ос. - 1864 — 16 ос. - 1889 — 71 ос. - 1892 — 19 ос. | - 1900 — 121 ос. - 1915 — 54/46 ос. - 1926 — 102 ос. |

## Історія
Перша документальна згадка села зустрічається в Камеральному Описі Криму… 1784 року, судячи з якого, в останній період Кримського ханства Меїт входив до Насівського кадилика Карасубазарського каймаканства. Після анексії Кримського ханства Росією (8) 19 квітня 1783 року, (8) 19 лютого 1784 року, іменним указом Катерини II сенату, на території колишнього Кримського Ханства була утворена Таврійська область і село було приписано до Перекопського повіту. Після Павловських реформ, з 1796 по 1802 рік, входило до Перекопського повіту Новоросійської губернії. За новим адміністративним поділом, після створення 8 (20) жовтня 1802 Таврійської губернії, Месіт був включений до складу Таганашмінської волості Перекопського повіту.
За Відомістю про всі селища в Перекопському повіті, що складаються зі свідченням у якій волості скільки числом дворів і душ… від 21 жовтня 1805 в селі Мечит вважалося 19 дворів, 130 кримських татар і 2 ясирів. На військово-топографічній карті генерал-майора Мухіна 1817 року село Месіт позначено з 13 дворами. Після реформи волосного поділу 1829 року Месіт, згідно з «Відомістю про казенні волості Таврійської губернії 1829 року», віднесли до Башкирицької волості (перейменованої з Таганашмінської). На карті 1836 в селі 22 двори, як і на карті 1842 року.
У 1860-х роках, після земської реформи Олександра II, село приписали до Байгончецької волості того ж повіту. У «Списку населених місць Таврійської губернії за даними 1864», складеному за результатами VIII ревізії 1864, Месіт (він же Колай-Месіт) — володарське татарське село, з 5 дворами, 16 жителями і мечеттю при колодязях. На карті 1865-76 року в селі Месіт відзначені 4 двори. Згідно з «Пам'ятною книжкою Таврійської губернії за 1867 рік», село Месіт було покинуте жителями, в результаті еміграції кримських татар, особливо масової після Кримської війни 1853—1856 років, до Туреччини і лежало в руїнах. Згідно з енциклопедичним словником «Німці Росії», в 1867 в порожнє село, на 988 десятин землі, заселилися німці лютерани.
Після затвердження 3 липня 1871 Олександром II Правила влаштування поселян-власників (колишніх колоністів), село приписали до німецької Ейгенфельдської волості. У «Пам'ятній книзі Таврійської губернії 1889 року», за результатами Х ревізії 1887 року, в селі Месіт вважалося 9 дворів та 71 житель.
Після земської реформи 1890 року село віднесли до Тотанайської волості. За «…Пам'ятною книжкою Таврійської губернії на 1892 рік» у селі Месіт, приписаному тільки до волості, без сільського товариства, було 19 жителів у 6 домогосподарствах. За «…Пам'ятною книжкою Таврійської губернії на 1900 рік» у Месіті зафіксовано 121 жителя у 18 дворах, 1905 — 60 і 1911 року — 78. За Статистичним довідником Таврійської губернії. ч. Друга. Статистичний нарис, випуск п'ятий Перекопський повіт, 1915 рік, у селі Месіт Тотанайської волості Перекопського повіту числилось 12 дворів з німецьким населенням у кількості 54 осіб приписних жителів та 46 «сторонніх».
Після встановлення в Криму Радянської влади за постановою Кримрівкому від 8 січня 1921 року № 206 «Про зміну адміністративних кордонів» було скасовано волосну систему і у складі Джанкойського повіту було створено Джанкойський район. У 1922 повіти перетворили на округи. 11 жовтня 1923 року, згідно з постановою ВЦВК, до адміністративного поділу Кримської АРСР було внесено зміни, внаслідок яких округи було ліквідовано, основною адміністративною одиницею став Джанкойський район і село включили до його складу. За Списком населених пунктів Кримської АРСР за Всесоюзним переписом 17 грудня 1926 року, в селі Місіт (і Куремес Месіт (вакуф)) Мешеньської сільради Джанкойського району, числилося 22 двори, з них 20 селянських, населення становило 192 особи, з них становило 192 особи, з них 192 особи українців та 1 росіянин. На 1926 в селі діяла початкова школа, в період колективізації був створений колгосп «Гігант». Постановою ВЦВК «Про реорганізацію мережі районів Кримської АРСР» від 30 жовтня 1930 року, знову створено Біюк-Онларський район (раніше існував з 1921 року до 11 жовтня 1923 року), цього разу — як німецький національний і село увійшло до його складу, а після утворення в 1935 році Колайського району (перейменованого указом ВР РРФСР № 621/6 від 14 грудня 1944 року в Азовський) — передали в новий район. Незабаром після початку Німецько-радянської війни, 18 серпня 1941 кримські німці були виселені, спочатку до Ставропольського краю, а потім до Сибіру і північного Казахстану.
Після очищення Криму від нацистів у квітні, 12 серпня 1944 року було прийнято постанову № ГОКО-6372с «Про переселення колгоспників у райони Криму» та у вересні 1944 року до району приїхали перші новосели (27 сімей) із Кам'янець-Подільської та Київської областей, а на початку 1950-х років була друга хвиля переселенців з різних областей України. З 25 червня 1946 року Месіт у складі Кримської області РРФСР. Указом Президії Верховної Ради РРФСР від 18 травня 1948 року, Месіт перейменували на Захисне. 26 квітня 1954 року Кримська область була передана зі складу РРФСР до складу УРСР. На 15 червня 1960 року село перебувало у складі Травневої сільради.
Указом Президії Верховної Ради УРСР «Про укрупнення сільських районів Кримської області» від 30 грудня 1962 року Азовський район було скасовано і село знову приєднали до Джанкойського. Село ліквідоване після червня 1977 року, оскільки згідно з довідником «Кримська область — 1977 рік» ще вважалося у складі Травневої сільради.